# Trimethylsilanol
Trimethylsilanol (TMS) ist eine chemische Verbindung und gehört zu den Silanolen. Es ist ein Derivat von Monosilan und das Siliciumanalogon von tert-Butanol.

## Darstellung und Gewinnung
Eine einfache Hydrolyse des Chlortrimethylsilans führt wegen des Nebenprodukts Salzsäure eher zum Veretherungsprodukt Hexamethyldisiloxan.
{\displaystyle \mathrm {2\ ClSi(CH_{3})_{3}{\xrightarrow[{-2\ HCl}]{+2\ H_{2}O}}\ 2\ HOSi(CH_{3})_{3}\ {\xrightarrow[{-H_{2}O}]{\ }}\ (CH_{3})_{3}Si{-}O{-}Si(CH_{3})_{3}} }
Durch eine schwach basisch geführte Hydrolyse ist Trimethylsilanol zugänglich, da so die Dimerisierung vermieden werden kann. Trimethylsilanol kann auch durch die basische Hydrolyse von Hexamethyldisiloxan gewonnen werden.

## Eigenschaften
Trimethylsilanol ist eine flüchtige organische Flüssigkeit mit einem Siedepunkt von 98 °C. Die molare Verdampfungsenthalpie beträgt 45,64 kJ·mol−1, die Verdampfungsentropie 123 J·K−1·mol−1. Die Dampfdruckfunktion ergibt sich nach Antoine entsprechend log10(P) = A−(B/(T+C)) (P in bar, T in K) mit A = 5,44591, B = 1767,766 und C = −44,888 im Temperaturbereich von 291 K bis 358 K. Unterhalb des Schmelzpunktes bei −4,5 °C erstarrt die Verbindung in einem monoklinen Kristallgitter.
Trimethylsilanol ist mit einem pKa-Wert von 11 eine schwache Säure. Die Säurestärke ist vergleichbar mit der der Orthokieselsäure, aber wesentlich höher als bei Alkoholen wie z. B. tert-Butanol (pKa 19).

## Verwendung
TMS wird für die hydrophobe Beschichtung bei Silicat-Oberflächen eingesetzt. Es reagiert mit den Silanolgruppen (R3SiOH) des Substrats, wodurch eine Schicht aus Methylgruppen entsteht. TMS tritt üblicherweise als Verunreinigung in Raumschiffen auf, da es aus den Silicon-basierten Materialien ausgast.
Wie andere Silanole wird TMS für den Einsatz als antimikrobieller Wirkstoff untersucht.
TMS ist ein mögliches Hydrolyseprodukt von PDMS-Ketten-Endgruppen.